# بوب ميرسير
بوب ميرسير (بالإنجليزية: Bob Mercer)‏ هو مدرب كرة قدم ولاعب كرة قدم بريطاني (وحمل سابقاً جنسية المملكة المتحدة لبريطانيا العظمى وأيرلندا) في مركز قلب الدفاع، ولد في 21 سبتمبر 1889 في المملكة المتحدة، وتوفي في 23 أبريل 1926. لعب مع دونفرملين أثلتيك.

## وصلات خارجية
- بوب ميرسير على موقع الاتحاد الإسكتلندي (الإنجليزية)
- بوب ميرسير على موقع قاعدة بيانات كرة القدم.إي يو (الإنجليزية)